# NXT No Mercy (2023)
NXT No Mercy war eine Wrestling-Veranstaltung der WWE, die auf dem WWE Network und dem Streaming-Portal Peacock ausgestrahlt wurde. Sie fand am 30. September 2023 in der Mechanics Bank Arena in Bakersfield, Kalifornien, Vereinigte Staaten statt.

## Hintergrund
Im Vorfeld der Veranstaltung wurden sieben Matches, davon eines für die Pre-Show angekündigt.
Diese resultierten aus den Storylines, die in den Wochen vor NXT No Mercy bei NXT, der wöchentlich auf dem WWE Network ausgestrahlten Show der Entwicklungs-Liga der WWE gezeigt wurden.

## Ergebnisse
| Matchart                                                       |                                                            |      | | Zeit  |
| -------------------------------------------------------------- | ---------------------------------------------------------- | ---- | --- | ----- |
| Singles-Match Pre-Show-Match                                   | Blair Davenport                                            | bes. | Kelani Jordan | 6:38  |
| Singles-Match                                                  | Baron Corbin                                               | bes. | Bron Breakker | 9:33  |
| Singles-Match um die NXT North American Championship           | Trick Williams                                             | bes. | Dominik Mysterio (C)                                                                                                   | 9:28  |
| Fatal-Four-Way-Tag-Team-Match um die NXT Tag Team Championship | The D’Angelo Family Channing Lorenzo und Tony D’Angelo (C) | bes. | The Creed Brothers Julius Creed und Brutus Creed, Angel Garza und Humberto Carrillo sowie Bronco Nima und Lucien Price | 12:05 |
| Heritage-Cup-Rules-Match um die NXT Heritage Cup               | Noam Dar (C)                                               | bes. | Butch | 16:42 |
| Singles-Match um die NXT Championship                          | Ilja Dragunov                                              | bes. | Carmelo Hayes (C) | 21:05 |
| Extreme-Rules-Match um die NXT Women’s Championship            | Becky Lynch (C)                                            | bes. | Tiffany Stratton | 20:18 |

| Funktion      | Name         |
| ------------- | ------------ |
| Kommentatoren | Booker T     |
| Kommentatoren | Vic Joseph   |
| Pre-Show      | Megan Morant |
| Pre-Show      | Sam Roberts  |
| Pre-Show      | Matt Camp    |